# Ziska Larouge
 (mars 2024).
 (mars 2024).
La mise en forme du texte ne suit pas les recommandations de Wikipédia : il faut le « wikifier ».
Les points d'amélioration suivants sont les cas les plus fréquents :
- Les titres sont pré-formatés par le logiciel. Ils ne sont ni en capitales, ni en gras.
- Le texte ne doit pas être écrit en capitales (les noms de famille non plus), ni en gras, ni en italique, ni en « petit »…
- Le gras n'est utilisé que pour surligner le titre de l'article dans l'introduction, une seule fois.
- L'italique est rarement utilisé : mots en langue étrangère, titres d'œuvres, noms de bateaux, etc.
- Les citations ne sont pas en italique mais en corps de texte normal. Elles sont entourées par des guillemets français : « et ».
- Les listes à puces sont à éviter, des paragraphes rédigés étant largement préférés. Les tableaux sont à réserver à la présentation de données structurées (résultats, etc.).
- Les appels de note de bas de page (petits chiffres en exposant, introduits par l'outil «  Source ») sont à placer entre la fin de phrase et le point final[comme ça].
- Les liens internes (vers d'autres articles de Wikipédia) sont à choisir avec parcimonie. Créez des liens vers des articles approfondissant le sujet. Les termes génériques sans rapport avec le sujet sont à éviter, ainsi que les répétitions de liens vers un même terme.
- Les liens externes sont à placer uniquement dans une section « Liens externes », à la fin de l'article. Ces liens sont à choisir avec parcimonie suivant les règles définies. Si un lien sert de source à l'article, son insertion dans le texte est à faire par les notes de bas de page.
- La présentation des références doit suivre les conventions bibliographiques. Il est recommandé d'utiliser les modèles {{Ouvrage}}, {{Chapitre}}, {{Article}}, {{Lien web}} et/ou {{Bibliographie}}. Le mode d'édition visuel peut mettre en forme automatiquement les références.
- Insérer une infobox (cadre d'informations à droite) n'est pas obligatoire pour parachever la mise en page.

Pour une aide détaillée, merci de consulter Aide:Wikification.
Si vous pensez que ces points ont été résolus, vous pouvez retirer ce bandeau et améliorer la mise en forme d'un autre article.
Ziska Larouge (pseudonyme de Françoise Hekkers) est une autrice belge née à Bruxelles.

## Biographie
Elle a vécu son enfance dans le petit village de Nil-Saint-Vincent. Elle est la petite fille du peintre Willem Paerels et du sculpteur Ernest Heylens.
Elle a une formation de graphiste et se passionne très jeune pour toutes les formes artistiques. Elle publie son premier roman Le plus important, en 2015, à la suite de sa participation à un atelier d’écriture mené par Eva Kavian.
Elle est membre fondatrice de l’Aisbl Scriptalinea, une association d'éducation permanente centrée sur la création, l'animation et la coordination des collectifs d'écrits. Elle quitte l’association quelques années après sa création.
Romancière, elle écrit aussi des nouvelles, des chansons et des scénarios, ainsi que des textes de commande.
Elle anime également des ateliers d’écriture en ligne et en présentiel.

## Distinctions
- Primée au concours de nouvelles érotiques Assortiments de crudités avec sa nouvelle Tambour aux Éditions Cactus inébranlable, 2013
- Primée au concours de nouvelles Désobéissances avec sa nouvelle Lucille aux Éditions du Basson, 2014
- Primée au Salon International du livre de Mazamet (mention au Prix de la critique et mention au Prix Marc Galabru) pour son premier roman Le plus important[2], 2017
- Coup de cœur du Carnet et les Instants, revue des Lettres belges[3] pour son roman Hôtel Paerels, 2019

### Romans
- Le Plus important[4], Basson, 2015
- Les Chaises musicales[5], Weyrich, 2018
- Hôtel Paerels[6], Weyrich, 2019
- La Grande Fugue[7], Weyrich/Noir Corbeau, 2019
- L'affaire Octavia Effe[8], Academia/Noir Desseins, 2022

### Recueil de nouvelles
- Au Diable ![9], Weyrich, 2017

### Micro-romans
- Le Goût de tuer[10], Lamiroy/Opuscule, 2017
- Les Chaises roulantes, Acrodacrolivres/Livre au carré, 2019
- Si on creusait ?, Lamiroy/Opuscule, 2022
- Il gusto di uccidere, Lamiroy/Opuscule, 2023 - Traduction en italien de Le goût de tuer.

### Recueils collectifs
- Tambours, in Assortiment de crudités, Cactus inébranlable, 2013
- Lucille, in Désobéissances, Basson, 2016
- Les liens en soie, in Aphorismes, Traversées, 2016
- Comme les cocons, in Résonances, Jacques Flament, 2017
- Instant fugace, Jacques Flament, 2017
- Les délires de jactance, Le livret des 10 mots, Réseau Canopé, 2017-2018
- La fille aux cheveux blancs, in Les mots en héritage #2, Novelas, 2017
- La bête et L'ombre et la lumière in Ne pas rester sur le carreau, Novelas Editions, 2024

### Collectif d’écritsLa ligne 10
- Rouge, in Poésie urbaine, Scriptalinea, 2013
- La ligne blanche, in FrontièreS, Scriptalinea, 2014
- Driiingdriiing.com, in Exil de soi, Scriptalinea, 2015
- Regarde moi ! in Regard-s, Scriptalinea, 2017

### Chansons
- Hôtel Paerels song, Paroles et chant : Ziska Larouge ; Arrangements Ket Hagaha[11]
- Les Chaises musicales song, Paroles et chant : Ziska Larouge ; Arrangements Ket Hagaha